# Gilbert Clain
Gilbert Clain (Saint-Louis, La Reunión; 17 de agosto de 1941-Saint-Louis, Reunión; 21 de abril de 2021) fue un escultor francés. 

## Vida
Inicialmente cantero, abrió una galería de arte en Îlet Furcy, una pequeña isla en la ruta de Cilaos. Fue uno de los más reconocidos escultores reunioneses.
Falleció el 21 de abril de 2021 a los setenta y nueve años a causa de un paro cardíaco.